# Chrisstanleyita
La chrisstanleyita és un mineral de la classe dels sulfurs. Rep el seu nom de Chris J. Stanley (1954), del Museu d'Història Natural de Londres.

## Característiques
La chrisstanleyita és un sulfur de fórmula química Ag₂Pd₃Se₄. És l'anàleg amb plata de la jagüeïta. Cristal·litza en el sistema monoclínic. Es troba en forma de cristalls anèdrics, de diversos centenars de micròmetres de dimensió, així com en agregats de grans. La seva duresa a l'escala de Mohs és 5.
Segons la classificació de Nickel-Strunz, la chrisstanleyita pertany a «02.AC: Aliatges de metal·loides amb PGE» juntament amb els següents minerals: UM2004-45-Se:AgHgPd, pal·ladseïta, miassita, UM2000-47-S:CuFePdPt, oosterboschita, jagueïta, keithconnita, vasilita, tel·luropal·ladinita, luberoïta, oulankaïta, telargpalita, temagamita, sopcheïta, laflammeïta i tischendorfita.

## Formació i jaciments
Es troba en filons de calcita que contenen or en calcàries; en matriu de carbonats; i en nóduls de malaquita. Sol trobar-se associada a altres minerals com: or natiu, fischesserita, clausthalita, tiemannita, eucairita, verbeekita, umangita, cerussita, estibiopal·ladinita, oosterboschita, naumannita, berzelianita, calcomenita, malaquita o quars. Va ser descoberta a Hope's Nose (Torquay, Anglaterra). També se n'ha trobat a Los Llantenes (Argentina), Copper Hills (Austràlia), Předbořice (Bohèmia, República Txeca) i a Tilkerode (Saxònia-Anhalt, Alemanya)